# Ranunculus chius
Ranunculus chius DC. – gatunek rośliny z rodziny jaskrowatych (Ranunculaceae Juss.). Występuje naturalnie w Afryce Północnej, śródziemnomorskiej części Europy oraz Azji Zachodniej. Epitet gatunkowy „chius” wziął swoją nazwę od greckiej wyspy Chios. 

## Rozmieszczenie geograficzne
Rośnie w Afryce Północnej, śródziemnomorskiej części Europy (na obszarze od Korsyki i Sardynii aż po Grecję i Krym) oraz Azji Zachodniej (na obszarze od Turcji i Izraela aż po Kaukaz i Iran). We Włoszech jest gatunkiem rzadko występującym, a jego populacje są rozproszone. Występuje na Sardynii i Sycylii oraz w regionach Friuli-Wenecja Julijska, Toskania, Abruzja, Apulia, Kampania i Kalabria. Wątpliwe jest jego występowanie w regionie Emilia-Romania. Na Malcie jest gatunkiem autochtonicznym, jednak nie był tam widziany od ponad dekady. W Grecji występuje powszechnie na całym jej obszarze. W Turcji rośnie na wybrzeżach Morza Śródziemnego i Czarnego. Na Cyprze jest gatunkiem autochtonicznym i występuje na całym obszarze wyspy, z wyjątkiem jej środkowo-wschodniej części. W Izraelu gatunek ten występuje powszechnie w Górnej Galilei oraz na górze Karmel, natomiast jest rzadko spotykany na Wzgórzach Golan, w Dolnej Galilei, na równinach Akko, Szaron oraz Filistyńskiej, w Samarii i na Wyżynie Judzkiej.

## Morfologia
PokrójRoślina jednoroczna o lekko owłosionych pędach. Dorasta do 6–40 cm wysokości.
LiścieSą potrójnie klapowane. Mają nerkowaty kształt. Mierzą 1,5–4 cm długości oraz 2–5 cm szerokości. Nasada liścia ma sercowaty kształt. Brzegi są karbowane, ząbkowane lub klapowane. Ogonek liściowy jest owłosiony i ma 4–9 cm długości.
KwiatySą pojedyncze. Pojawiają się w kątach pędów. Są żółtego koloru. Mają 5 podłużnie eliptycznych działek kielicha, które dorastają do 2–3 mm długości. Mają 5 podłużnie eliptycznych płatków o długości 2–5 mm.
OwoceNagie niełupki o długości 4 mm. Tworzą owoc zbiorowy – wieloniełupkę o kulistym kształcie.

## Biologia i ekologia
Rośnie w lasach, na podmokłych polach, brzegach rzek i przy rowach. Występuje na wysokości do 2000 m n.p.m. Kwitnie od lutego do maja. Roślina jest toksyczna ze względu na zawartość anemoniny. 

## Ochrona
We Francji R. chius znajduje się pod ochroną na poziomie regionalnym. Został zaliczony do kategorii gatunków narażonych na wyginięcie. Został wymieniony w Czerwonej Księdze Zagrożonych Roślin z 1995 roku w tomie I jako gatunek o znaczeniu priorytetowym. Chroniony jest również na Malcie – został wpisany do krajowej Czerwonej Księgi Gatunków Zagrożonych.